# チアベンダゾール
チアベンダゾール（英称：thiabendazole、略称TBZ）は、防カビ剤の1種である。

## 作用機序
分類としてはメチルベンズイミダゾールカルバメート（MBC）系の殺カビ剤であり、Fungicide Resistance Action Committee（FRAC）コード1に該当する。
この系統の作用機序としては、微小管の形成中にβ-チューブリンに結合する事により、有糸分裂を阻害して発揮される。

## 用途
チアベンダゾールは、防カビ剤や食品添加物、木材防腐剤として用いられる。アメリカ合衆国のメルク社が開発し、1999年の単水和剤・液剤の生産量は計10.1トンであった。
日本においては1972年6月30日に農薬登録され、テンサイの褐斑病などに適用されていたが、2006年に失効した。また、1978年に食品添加物としての認可を受けており、ポストハーベスト農薬として輸入バナナ・柑橘類などの防腐処理剤として使用される。工業用防カビ殺菌剤としては、塗料や冷蔵庫のドアパッキン、衣料品の抗菌加工にも用いられる。
また、医薬品としては「ミンテゾール」（万有製薬）の商品名で、腸管糞線虫症や旋毛虫症治療用の内服用の駆虫薬として使用されていただけでなく、ヒト以外にも駆虫薬として使用されていたが、同等の効果が有り、かつ、より安全性が高いイベルメクチンが開発されたために駆虫薬としての製造・販売は中止された。なお、駆虫薬として投与されていた際には、めまい、吐き気などの副作用が報告されていた。

## 残留基準等
日本における1日摂取許容量は、体重1 kgあたり0.3 mgと定められている。食品添加物としての残留基準は、柑橘類に10 ppm以下、バナナに3 ppm（果肉には0.4 ppm）以下と定められている。